# Jakob Geet
Jakob Sigfridsson Geet (Jaakko Sigfridinpoika Geet), född troligen i Nådendal, död 1589, var en finländsk präst. 
Geet, som tillhörde en knapadelssläkt, var från 1550 kyrkoherde i Storkyro, vars kyrka han på egen bekostnad lät förse med väggmålningar. Han stod högt i gunst hos Gustav Vasa och dennes söner och kunde tack vare detta leva som en magnat; kallades "Storfursten av Österbotten". Geets finansoperationer med kyrkliga skattemedel torde ha förskaffat honom hans stora förmögenhet. Hans församlingsbor och prosteriets präster var missnöjda med honom och anklagade honom för girighet, våldsamhet och bristande tjänsteutövning. Lillkyrobornas klagomål ledde 1576 till att Lillkyro avskildes från Storkyro och fick bilda en egen församling.